# بخش پونیلا
بخش پونیلا (به اسپانیایی: Departamento Punilla) یک منطقهٔ مسکونی در آرژانتین است که در استان کوردوبا، آرژانتین واقع شده‌است. بخش پونیلا ۲٬۵۹۲ کیلومتر مربع مساحت و ۱۵۵٬۱۲۴ نفر جمعیت دارد.